# Mont-le-Vignoble
Mont-le-Vignoble – miejscowość i gmina we Francji, w regionie Grand Est, w departamencie Meurthe i Mozela.
Według danych na rok 1990 gminę zamieszkiwało 360 osób, a gęstość zaludnienia wynosiła 87 osób/km² (wśród 2335 gmin Lotaryngii Mont-le-Vignoble plasuje się na 696. miejscu pod względem liczby ludności, natomiast pod względem powierzchni na miejscu 1085.).